# 武庫夫縣

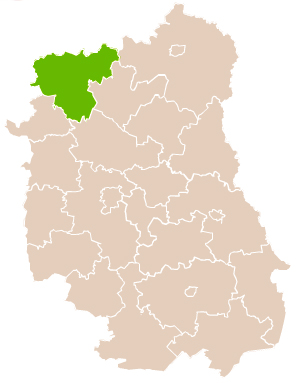

51°55′N 22°23′E / 51.917°N 22.383°E
武庫夫縣（波蘭語：Powiat łukowski），是波蘭的縣份，位於該國東部，由盧布林省負責管轄，首府設於武庫夫，面積1,394平方公里，2006年人口108,393，人口密度每平方公里78人。